# Rohm and Haas

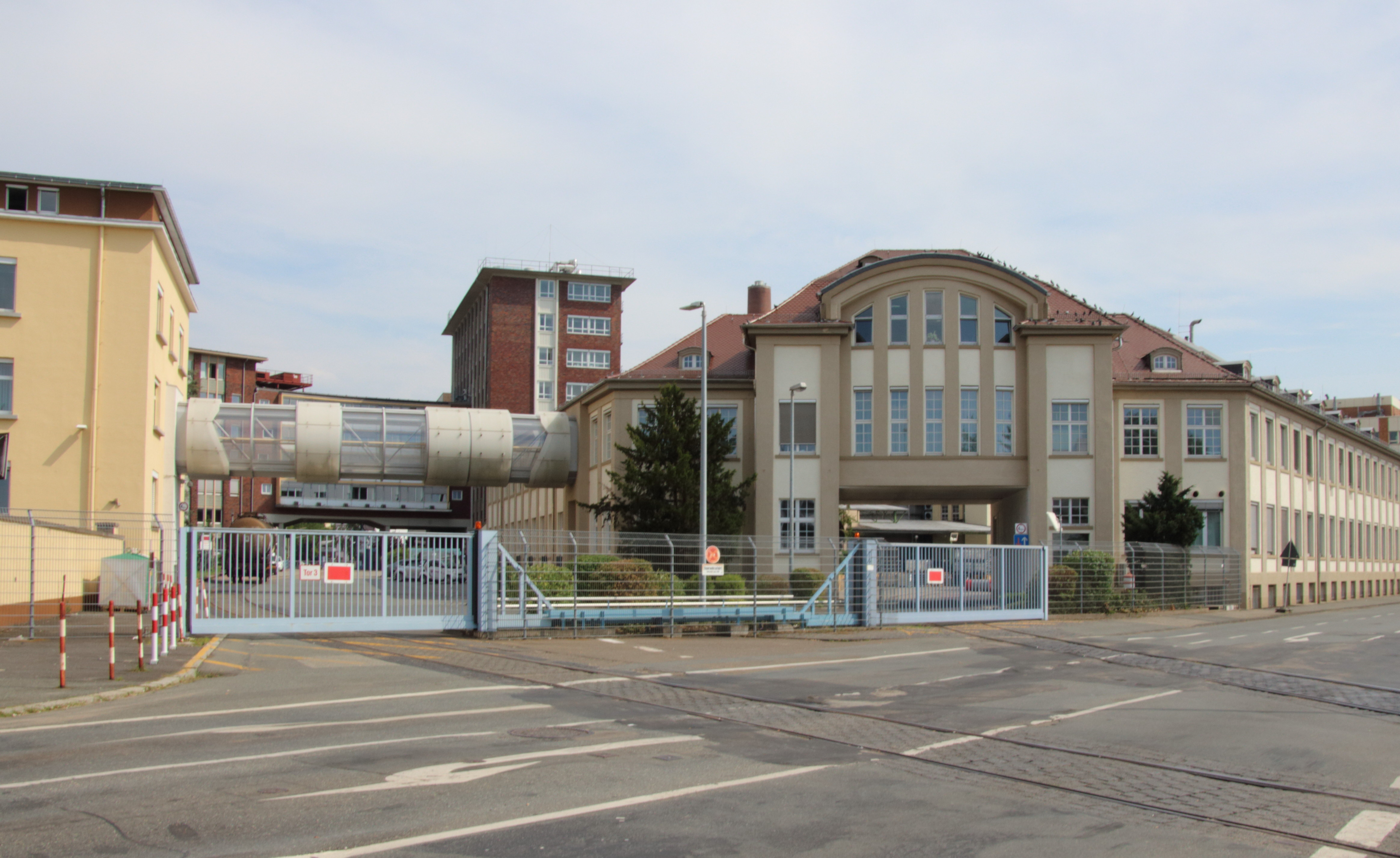
Ehemalige Hauptpforte von Röhm & Haas GmbH in Darmstadt

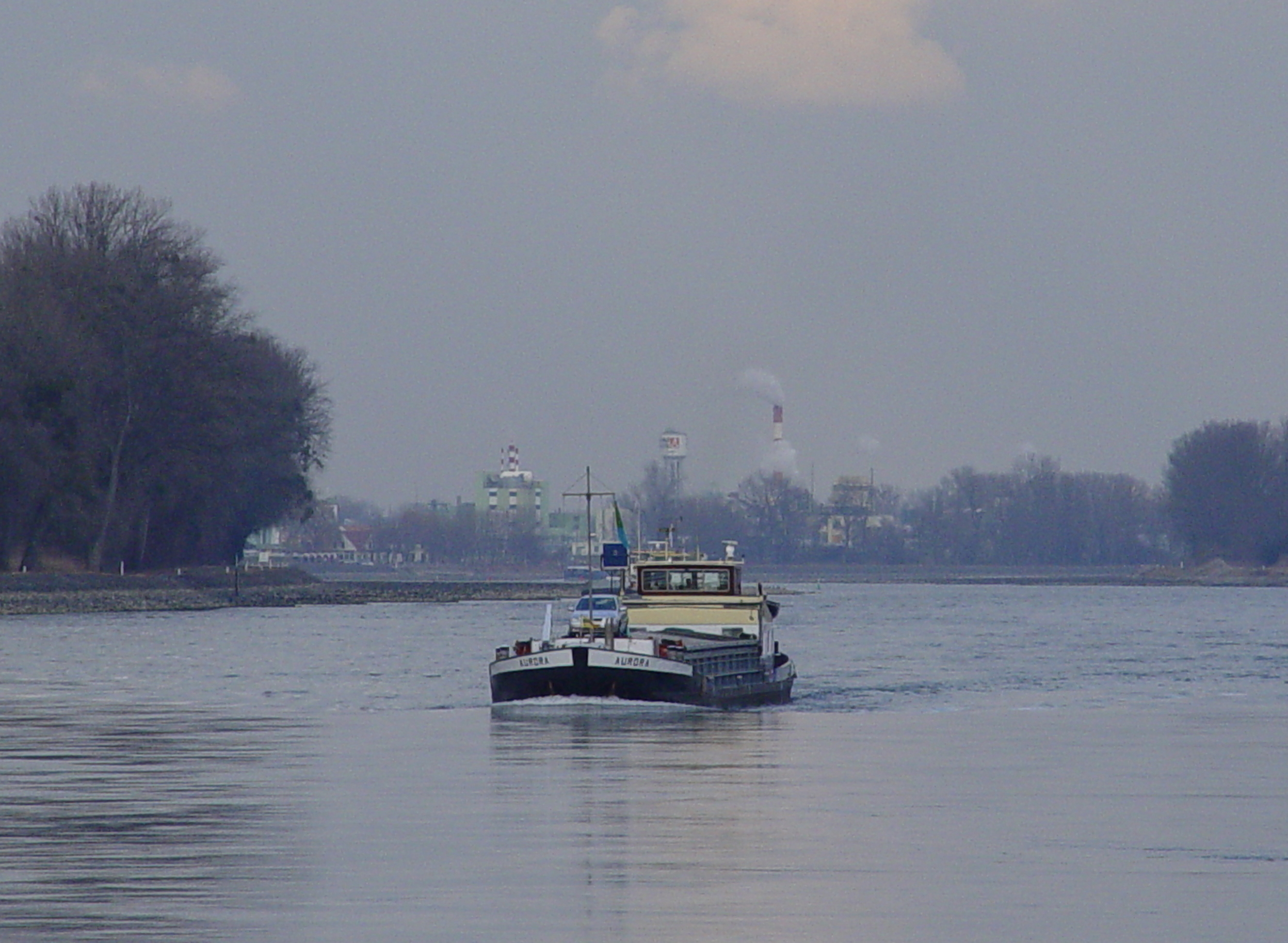
Werk Lauterbourg

Rohm and Haas (ehem. Röhm & Haas) ist ein US-amerikanisches Chemieunternehmen mit Sitz in Philadelphia, Pennsylvania. Es ist als Geschäftsbereich Advanced Materials Teil des US-Konzerns Dow Chemical.

## Produkte
Das Unternehmen stellt verschiedene Spezialprodukte her, hauptsächlich in den Bereichen der Polymer- und Kunststoffchemie, spezielle Produkte für die Elektro- und Halbleiterindustrie und Anwendungen im Bereich Farben und Lacke.

## Geschichte
Das Unternehmen Röhm & Haas wurde 1907 durch den deutschen Chemiker Otto Röhm und den Kaufmann Otto Haas in Eßlingen am Neckar gegründet. Der erste wirtschaftliche Erfolg beruhte auf dem Produkt Oropon, einem enzymatischen Mittel, das zur Lederbeize eingesetzt wurde. Mit diesem wurde die bisherige traditionelle Verwendung von Hunde- und Vogelkot ersetzt. Am 22. Juli 1909 zog das Unternehmen nach Darmstadt um.
Ab 1909 leitete Otto Haas die Niederlassung in Philadelphia in den USA persönlich. Und als mit dem Kriegseintritt der USA 1917 das Unternehmen sequestriert wurde, entstand das US-amerikanische Unternehmen Rohm & Haas Co., weiterhin unter der Leitung von Otto Haas. Der hohe Bedarf an Lederprodukten der damaligen Rüstungsindustrien führte mit Oropon in beiden Ländern zu einem großen wirtschaftlichen Erfolg.
Die wirtschaftliche Trennung blieb nach dem Krieg bestehen. Trotzdem arbeiteten die beiden Unternehmer weiter gemeinsam an technischen Entwicklungen und vermarkteten diese in beiden Ländern. Otto Röhm meldete 1933 die Marke Plexiglas an, die ebenfalls in beiden Ländern vertrieben wurde (in den USA als Plexiglas 'S').
Bis zum Tod Röhms und dem Kriegsausbruch 1939 blieben beide Unternehmen eng miteinander verbunden. Und erst nach dem Tod Haas’ schied dessen Familie aus der Eigentümerschaft des deutschen Unternehmens Röhm & Haas GmbH Ende 1970 aus. In den 1950 gehörten Enzymkombinationen wie Okizym, Pancrazym, Jatrozym sowie das Röntgenkontrastmittel Unibaryt und das Verbandfixierungsmittel Arasol zur Produktpalette des Unternehmens. Die Röhm & Haas GmbH firmierte ab 1971 unter Röhm GmbH, 1989 erfolgte deren Übernahme durch die Hüls AG. Die Röhm GmbH existiert seit 2019 durch die Ausgliederung des Methacrylat-Verbundes und der CyPlus GmbH von Evonik Industries wieder als eigenständige Firma.
Die amerikanische Rohm & Haas Co. entwickelte sich nach dem Zweiten Weltkrieg zu einem der bedeutendsten Chemiekonzerne des Landes. Durch den Zweiten Weltkrieg und den nachfolgenden Kalten Krieg verhalf die Nachfrage der Rüstungsindustrie nach Plexiglas und anderen Polymethylmethacrylat-Produkten dem Unternehmen zu großem wirtschaftlichen Erfolg und Wachstum.

## Übernahme durch Dow
Im Juli 2008 kündigte die Dow Chemical Company an, Rohm & Haas für rund 15 Milliarden US-Dollar übernehmen zu wollen. Im Januar 2009 wurde die (von den Wettbewerbsbehörden bereits genehmigte) Übernahme auf unbestimmte Zeit verschoben, da die Petrochemical Industries Company aus Kuwait eine 7,5 Milliarden US-Dollar teure Investition bei Dow absagte und Dow dadurch die Übernahme nicht mehr finanzieren konnte. Nachdem Rohm & Haas zwischenzeitlich angekündigt hatte, die Übernahme juristisch erzwingen zu wollen, einigte man sich im März 2009, die Transaktion durchzuführen. Wesentlich dafür war die Bereitschaft der zwei größten Rohm & Haas-Aktionäre, bis zu 3 Mrd. USD des Kaufpreises in Form von Dow-Vorzugsaktien anstatt in bar entgegenzunehmen.
Nach der Übernahme durch Dow wurde der erst 1999 von Rohm & Haas gekaufte amerikanische Salzhersteller Morton Salt im April 2009 für 1,675 Mrd. USD an die deutsche K+S verkauft. Spartenverkäufe wie diese sollen Dow helfen, die Rohm & Haas-Übernahme zu finanzieren.

## Rohm & Haas in Deutschland
Die Rohm and Haas Deutschland GmbH hat Anfang 2011 etwa 280 Mitarbeiter in Deutschland. Die Zentrale ist in Frankfurt. Die Produktion von Pulverlacken ist in Arnsberg angesiedelt. Das Bremer Werk wurde 2006 geschlossen und 2007 abgerissen. In Bremen, Esslingen am Neckar und Feldkirchen haben kleinere Abteilungen ihren Standort. Die Herstellung von Monomeren in Marl wird als Joint Venture betrieben.

## Historische Bauwerke
- Fabrikgebäude der Firma Röhm
- Portalbau Röhm
- Verwaltungsgebäude der Firma Röhm